# Питейна вода
Питейната вода е вода за нуждите на хората, която може да се използва без опасност за здравето им. Питейната вода е важна част от съществуването и развитието на всяка голяма страна и нейната икономика и не може да бъде заместена. Питейна вода е всяка вода, която се използва за пиене, за готвене, за подготовка на храната и напитките или за следните цели в домакинството:
- Грижи за тялото и почистване
- Измиване на предмети, които имат съприкосновение с храната (чаши, съдове, прибори)
- Почистване на предмети, които по предназначение са в постоянен контакт с човешкото тяло като дрехи и бельо.

Питейната вода е прясна вода (сладка вода) с висока степен на чистота. Тя не трябва да съдържа болестотворни бактерии и токсични вещества. Съдържанието на минерални вещества да не надвишава допустимите норми. При централното водоснабдяване често се прибавя хлор за унищожаване на вредни микроорганизми.
В световен мащаб, през 2012, 89% от хората имат достъп до подходяща за пиене вода от водопроводна мрежа почти 4 милиарда души имат достъп до питейна вода, докато други 2.3 милиарда имат достъп до изворна вода или обществени чешми. Около 1.8 милиарда души използват вода за пиене от замърсени източници. което може да предизвика различни гастроентерити като холера и коремен тиф, както и други.
В България качеството на питейната вода се определя и контролира с Наредба 9 за качеството на водата предназначена за питейно-битови цели.